# Bandiera di Sint Eustatius
La bandiera di Sint Eustatius è stata adottata il 29 luglio 2004.
La bandiera è rettangolare e suddivisa in quattro figure da cinque lati e una centrale da quattro lati tutte con contorni rossi. Al centro vi è un campo bianco con la sagoma dell'isola di colore verde e una stella color oro a cinque punte.